# Менден (Зауерланд)
Ме́нден (нім. Menden) — місто в Німеччині, знаходиться в землі Північний Рейн-Вестфалія. Підпорядковується адміністративному округу Арнсберг. Входить до складу району Меркіш.
Площа — 86,08 км2. Населення становить 52 452 ос. (станом на 31 грудня 2020).